# Liberecký kraj (1948–1960)
Liberecký kraj byl správní celek v Československu, který existoval v letech 1948–1960. Jeho centrem byl Liberec. Ve srovnání s moderním Libereckým krajem byl o něco větší, měl rozlohu 4 237 km².

## Historický vývoj
Vznikl v severních Čechách dne 24. prosince 1948 na základě zákona o krajském zřízení, podle kterého bylo k 31. prosinci 1948 zrušeno zemské zřízení. Krajský národní výbor byl zřízen k 1. lednu 1949. Od 1. února 1949 se Liberecký kraj členil na 11 okresů a město Liberec. Kraj byl zrušen k 30. červnu 1960 podle zákona o územním členění státu, podle kterého vznikly nové kraje. Území Libereckého kraje bylo tehdy zahrnuto převážně do Severočeského kraje.
Území někdejšího Libereckého kraje tvoří od roku 2000 většinu území samosprávného Libereckého kraje.

## Administrativní členění
Kraj se členil na město Liberec a 11 okresů: Česká Lípa, Doksy, Frýdlant, Jablonec nad Nisou, Jilemnice, Liberec, Mnichovo Hradiště, Nový Bor, Rumburk, Semily a Turnov.